# Fabian Wagner
Nils Fabian Wagner, född 7 maj 2004 i Nyköping, är en svensk professionell ishockeyspelare som spelar för Manitoba Moose i AHL. Hans moderklubb är Nyköpings HK. Han gjorde seniordebut med Linköping HC 2021. Vid NHL-draften 2022 valdes han i den sjätte rundan, som 175:e spelare totalt, av Winnipeg Jets. Samma år tog han också ett JSM-guld med Linköping HC J20. Säsongen 2023/24 var Wagner ordinarie i Linköpings A-lag och spelade också ett antal matcher för Almtuna IS i Hockeyallsvenskan. I november 2024 lämnade han Sverige för spel med Jets farmarlag Manitoba Moose i AHL.
I landslagssammanhang så har Wagner representerat Sverige vid ett U18-VM, där han vann guld 2022, och två JVM, där han tog silver 2024.

## Karriär

### Klubblag
Wagner påbörjade sin ishockeykarriär i moderklubben Linköping HC och spelade i klubbens ungdoms- och juniorsektioner. Säsongen 2021/22 gjorde Wagner SHL-debut då han den 7 oktober 2021 gjorde ett kort byte i en match mot Växjö Lakers HC. Totalt registrerades Wagner för åtta SHL-matcher under säsongens gång, dock utan att noteras för några poäng. Större delen av säsongen tillbringade han med Linköpings J20-lag, där han på 43 grundseriematcher noterades för 38 poäng (12 mål, 26 assist) och slutade på fjärde plats i lagets interna poängliga. I JSM-slutspelet slog Linköping ut Södertälje SK, AIK och Örebro HK, innan man besegrade Djurgårdens IF i finalen med 5–2 och därmed tilldelades ett SM-guld.
I juli 2022, vid NHL Entry Draft 2022, valdes Wagner av Winnipeg Jets i den sjätte rundan som 175:e spelare totalt. Den följande säsongen spelade Wagner främst för Linköpings J20:lag, men fick också en del speltid med seniorlaget i SHL. Detta ledde till att han i januari 2023 skrev ett avtal med klubben för återstoden av säsongen samt ytterligare två säsonger. Under denna säsong spelade han totalt 22 SHL-matcher, där han gick poänglös ur samtliga.
Den 15 juni 2023 bekräftades det att Wagner skrivit ett treårsavtal med Jets i NHL. Den följande säsongen spelade han som utlånad till Linköping och tog en ordinarie plats med A-laget i SHL. Den 23 november 2023 noterades han för sitt första SHL-mål, på Petr Kváča, i en 4–3-förlust mot Rögle BK. I slutet av januari 2024 meddelades det att Wagner lånats ut till Almtuna IS i Hockeyallsvenskan. Han spelade tre matcher för klubben och gick poänglös ur dessa. Han avslutade säsongen med Linköping och stod för ett mål och fem assist på 41 grundseriematcher. I det följande SM-slutspelet registrerades Wagner för fyra spelade matcher, men fick ingen speltid i dessa.
Efter att ha fått begränsat med speltid med Linköping i inledningen av säsongen 2024/25 bekräftades det den 16 november 2024 att Wagner lämnat klubben för spel med Winnipeg Jets farmarlag Manitoba Moose i AHL. Han gjorde debut i ligan samma månad, den 23 november, i en 2–4-seger mot Chicago Wolves. Den 5 mars 2025 noterades han för sitt första mål i AHL, på Sebastian Cossa, i en 3–2-förlust mot Grand Rapids Griffins. Moose misslyckades att ta sig till slutspelet och Wagner stod för åtta mål och fem assist på 50 grundseriematcher.

### Landslag
2022 blev Wagner uttagen till Sveriges U18-landslag då U18-VM avgjordes i Tyskland. Sverige tog sig till kvartsfinalspel sedan man vunnit grupp B. I slutspelet slog man ut både hemmanationen Tyskland (7–1) och Finland (2–1) i vägen till final. Sverige vann sedan guld då man besegrade USA med 6–4. På sex spelade matcher noterades Wagner för ett mål.
Wagner spelade sitt första JVM 2023 i Kanada. Sverige slutade på tredje plats i grupp A, bakom Tjeckien och Kanada. I slutspelsrundan slog man i kvartsfinal ut Finland med 3–2, men besegrades därefter i semifinal av Tjeckien med 1–2 efter sudden death. I matchen om tredjepris förlorade Sverige åter då USA vann efter förlängningsspel med 8–7. Sverige slutade på fjärde plats och Wagner stod för sex poäng på sju matcher (två mål, fyra assist). Han blev också uttagen att spela JVM 2024 i Sverige. Sverige vann grupp A och i slutspelet slog man ut Schweiz i kvartsfinal med 3–2 efter förlängningsspel. Sverige tog sig till final sedan man också besegrat Tjeckien i semifinal med 5–2. I finalen föll dock Sverige mot Kanada med 6–2 och Wagner tilldelades därmed ett JVM-silver. På sju spelade matcher noterades han för tre mål och en assistpoäng.

## Statistik

### Klubbkarriär
| 2021–22    | Linköping HC   | SHL        | 8  | 0 | 0 | 0  | 0  | — | — | — | — | — |
| 2022–23    | Linköping HC   | SHL        | 22 | 0 | 0 | 0  | 0  | — | — | — | — | — |
| 2023–24    | Linköping HC   | SHL        | 41 | 1 | 5 | 6  | 4  | 4 | 0 | 0 | 0 | 0 |
| 2023–24    | Almtuna IS     | HA         | 3  | 0 | 0 | 0  | 0  | — | — | — | — | — |
| 2024–25    | Linköping HC   | SHL        | 16 | 0 | 0 | 0  | 0  | — | — | — | — | — |
| 2024–25    | Manitoba Moose | AHL        | 50 | 8 | 5 | 13 | 15 | — | — | — | — | — |
| SHL totalt | SHL totalt     | SHL totalt | 87 | 1 | 5 | 6  | 4  | 4 | 0 | 0 | 0 | 0 |

### Internationellt
| År            | Lag           | Turnering     | Matcher | Mål | Assists | Poäng | Utv. |
| ------------- | ------------- | ------------- | ------- | --- | ------- | ----- | ---- |
| 2022          | Sverige U18   | U18-VM        | 6       | 1   | 0       | 1     | 0    |
| 2023          | Sverige J20   | JVM           | 7       | 2   | 4       | 6     | 2    |
| 2024          | Sverige J20   | JVM           | 7       | 0   | 0       | 0     | 0    |
| Junior totalt | Junior totalt | Junior totalt | 20      | 3   | 4       | 7     | 2    |